# Generaltulldirektör
Generaltulldirektören är myndighetschef för Tullverket, som sorterar under Finansdepartementet. Innehavaren av generalltulldirektörposten är den högste chefen inom Tullverket. Nuvarande generaltulldirektör sedan 2024 är Johan Norrman.

## Uppgifter och ansvar
Generaltulldirektören är myndighetschef och är den högsta ansvarig för Tullverket. Generalltulldirektören ansvarar inför regeringen för verksamheten och skall se till att den bedrivs effektivt och enligt gällande rätt och de förpliktelser som följer av det svenska medlemskapet i Europeiska unionen, att verksamheten på ett tillförlitligt och rättivsande sätt redovisas samt att myndigheten förvaltar statens medel väl. Generaltulldirektören har till sin hjälp även en överdirektör som är generalltulldirektörens ställföreträdande.

## Ämbetets historia
Under Gustav II Adolfs regeringstid genomfördes en omfattande nyorganisation 1636 av hur riket ska styras och organiseras, denna omorganisationen lade grunden till den tullmyndighet som finns i Sverige idag. Följaktligen räknas därför 1636 som Tullverkets födelseår. I samband med omorganisationen utnämndes Mårten Augstinsson till den förste generaltullförvaltaren vilket motsvarar dagens titel generaltulldirektör. Först 1822 fick ämbetet sitt moderna namn.

### Lista över Sveriges generaltulldirektörer
- Pehr Eric Sköldebrand 1822–1826
- Mathias Rosenblad 1826–1827
- Arvid Mauritz Posse 1831–1840
- Carl Henrik Gyllenhaal 1840–1856
- Johan Fredrik Fåhræus 1856–1865
- Axel Bennich 1865–1888
- Gustaf Lönegren 1888–1898
- Staffan Cederschiöld 1898–1917
- Henrik Themptander 1917–1924
- Emil Mårten Ericsson 1924–1930
- Nils Wohlin 1930–1946
- Vidar Fahlander 1946–1964
- Lennart Eriksson 1965–1982
- Björn Eriksson 1983–1988
- Ulf Larsson 1988–1997
- Kjell Jansson 1997–2004
- Karin Starrin 2004–2010
- Therese Mattsson 2011–2018
- Charlotte Svensson 15 oktober 2018- 22 februari 2024
- Johan Norrman 15 augusti 2024 -